# Chadytajacha
La Chadytajacha (in russo Хадытаяха?) è un fiume della Russia, nella Siberia occidentale, affluente di sinistra dell'Ob'. Scorre nei rajon Priural'skij e Jamalskij del Circondario autonomo Jamalo-Nenec.
La sorgente del fiume si trova sulla sponda occidentale del lago Ngarka-Chadytato. Scorre in direzione meridionale, poi sud-occidentale in una zona paludosa ricca di laghi nella parte meridionale della penisola Jamal. Confluisce nell'Ob a 155 km dalla foce. La lunghezza del fiume è di 222 km. L'area del bacino è di 3650 km². I suoi maggiori affluenti sono: Voda-Jacha (lungo 72 km) da destra e Paësedajacha (67 km) da sinistra.